# Joe Gallivan

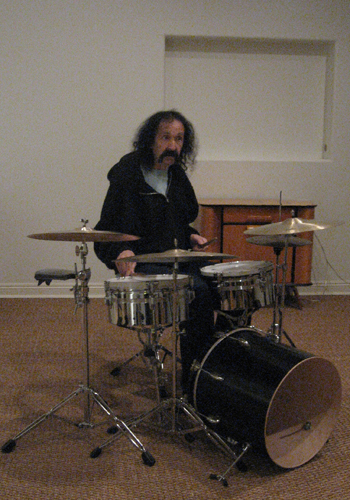
Joe Gallivan (2011)

Joe Gallivan (* 8. September 1937 in Rochester, New York) ist ein  amerikanischer Schlagzeuger, Perkussionist und Keyboarder, dessen Aktivitäten sich zwischen Modern Jazz, Fusion und freier Improvisation bewegen.

## Leben und Wirken
Gallivan begann im Alter von 15 Jahren in Miami Latin und dann auch Jazz zu spielen, zuerst in der Band von Eduardo Chavez und in den Big Bands von Art Mooney und Charlie Spivak.  Er begleitete auch durchreisende Musiker wie Dizzy Gillespie oder Dakota Staton. Nach seinem Studium an der Universität von Miami ging er 1958 nach Boston, wo es zu ersten Aufnahmen kam; so war er 1959 an einer Single mit Sonny Criss beteiligt und 1960 an Aufnahmen mit Kenny Drew und dem Modern Jazz Orchestra. 1961 zog er nach New York, wo er mit Duke Pearson arbeitete und gemeinsam mit Donald Byrd eine eigene Band  aufstellte, in der Musiker wie Don Ellis, Eric Dolphy, Jimmy Knepper, Herbie Hancock und Elvin Jones probten. Im folgenden Jahr kehrte Gallivan nach Florida zurück, arbeitete für die TV-Show Music U.S.A. und beschäftigte sich mit elektronischer Musik, geprägt von Karlheinz Stockhausens Komposition „Gesang der Jünglinge im Feuerofen“. Seit dieser Zeit arbeitete er mit dem Holzbläser Charles Austin in unterschiedlichen Formationen zusammen; sie spielten eine Mischung aus Jazz, Rock und Elektronik. Gallivan schickte ein Band mit Aufnahmen an Igor Strawinsky, der nach dem Anhören zum Urteil kam, dass Gallivan sich um einen Plattenvertrag bei Columbia kümmern müsse. Mit Austin spielte Gallivan auf dem Miami Pop Festival 1968 zwischen Jimi Hendrix und den Mothers of Invention.
Gallivan arbeitete zu dieser Zeit weiterhin mit dem bereits etablierten NRBQ (New Rhythm and Blues Quartet) und organisierte A Train of Thought, die erste elektronische Bigband, für die er gemeinsam mit Stan Goldstein das Equipment entwickelte und in der neben Charles Austin auch Ira Sullivan tätig war; die Band begleitete Chuck Berry und Marvin Gaye. Die Arbeiten mit Austin sind dokumentiert auf den Alben Mindscapes und Expressions to the World.
1969 ging er wieder nach New York, wo er zunächst Filmmusiken erstellte. Er hatte weiterhin Kontakt zu Vladimir Ussachevski, einem Pionier der elektronischen Musik in den Vereinigten Staaten, und kaufte sich einen der ersten Mini-Moog-Synthesizer. Dessen Entwickler Robert Moog gab dem Schlagzeuger den Auftrag, seinen neuen Drum-Synthesizer zu erproben. Der Organist Larry Young (der gerade Tony Williams’ Lifetime verlassen hatte) holte 1972 ihn, einen Gitarristen namens (Stephen) Nicholas und den Schlagzeuger Jimmy Molneiri in seine Formation Love Cry Want, die in der Nachfolge von Lifetime auf der Suche nach der Fusion von Rock und Jazz war. Gil Evans hörte ihn mit Elvin Jones auf dem Newport Jazz Festival und lud Gallivan in seine Big Band ein, mit der er zwei Jahre arbeitete.  Allmusic zufolge wirkte auch 1994 bei den Aufnahmen zu The Gil Evans Orchestra Plays the Music of Jimi Hendrix mit (im Stück „Little Wing“, das letztlich auf There Comes a Time veröffentlicht wurde). Die Soundeffekte des Schlagzeugers sind besonders im Titel „The Meaning of the Blues“ des Evans-Albums There Comes a Time von 1975 zu hören.
1976 ging Gallivan nach Europa und lebte in den nächsten 13 Jahren in London, Paris und Frankfurt/Main. Zunächst spielte er im Quartett mit Keith Tippett, Elton Dean und Hugh Hopper; er nahm auch mit Elton Dean und Kenny Wheeler auf. Zwischen 1979 und 1983 arbeitete er in Europa mit Austin und Butch Morris, war aber auch wieder in New York zu hören. 1983 arbeitete der Schlagzeuger mit Musikern der Frankfurter Jazzszene wie Albert Mangelsdorff, Heinz Sauer, Christof Lauer, John Schröder und dem Jazzensemble des Hessischen Rundfunks zusammen. Anschließend ging er nach London, wo er die experimentelle Bigband Soldiers of the Road gründete, in der Elton Dean, Evan Parker, Paul Rutherford, Claude Deppa, Marcio Mattos und weitere führende Musiker der Londoner Szene spielten. Daneben spielte er in einem Trio mit Paul Dunmall. 1992 nahm er für das Jazzlabel Cadence Records das vielbeachtete Album Innocence (1992) auf.
Seit 1989 lebte Gallivan eine Weile auf Hawaii, wo er ein Trio mit den Pianisten Brian Cuomo und dem Sänger/Bassisten Jackie Ryan leitete. In den 1990er Jahren gründete er sein eigenes Plattenlabel New Jazz Records, auf dem die Musik von Love Cry Want erstmals erschien sowie Musik mit seinem Fusion-Trio Powerfield mit dem Gitarristen Gary Smith und dem Keyboarder Pat Thomas. 1999 trat er in Spanien mit dem Ektal Ensemble auf (Auftritte in Österreich folgten 2001). 2000 nahm er in Ronnie Scott’s Jazz Club in London im Trio mit Brian Como und Jackie Ryan auf. Mit Paul Rogers arbeitet er im Duo und im Trio Rainforest 21.
Nach dem Urteil von Richard Cook und Brian Morton zählt Joe Gallivan „zu den vergessenen Pionieren der Musik“.

## Auswahldiskographie
- Peace on Earth (Third Millennium, 1977)
- Mindscapes (Third Millennium, 1977)
- Hopper/Dean/Tippett/Gallivan Cruel But Fair (One Way, 1977)
- Peter Ponzol, Joe Gallivan, Abbey Rader Prism (Vinyl Records, 1978)
- Innocence (Cadence, 1992, mit Guy Barker, Gerard Presencer, Claude Deppa, Jim Dvorak, Paul Rutherford, Ashley Slater, Elton Dean, Evan Parker, Neil Metcalf, Marcio Mattos)
- The Origin of Men (No Budget Records, 1996)
- Orchestral Meditations (No Budget, 1998 mit John McMinn, Tim Richards, Billy Johnson)